# 多武峰
多武峰（とうのみね）は奈良県桜井市南部にある山、および、その一帯にあった寺院のこと。
飛鳥時代に道教を信奉していた斉明天皇が、『日本書紀』に、「多武峰の山頂付近に石塁や高殿を築いて両槻宮（ふたつきのみや）とした」とある。『日本三代実録』に、858年（天安2年）「多武峰墓を藤原鎌足の墓とし、十陵四墓の例に入れる」と記されている。平安時代中頃の成立と見られる『多武峯略記』に、「最初は摂津国安威（現在の大阪府茨木市大織冠神社、阿武山古墳か）に葬られたが、後に大和国の多武峯に改葬された」との説が見える。
明治初年の神仏分離により、談山神社となった。詳細は、談山神社を参照。多武峰街道は談山神社から等弥神社を経て山の辺の道に接続する。

## 社寺
- 談山神社
- 等弥神社
- 聖林寺

## 交通

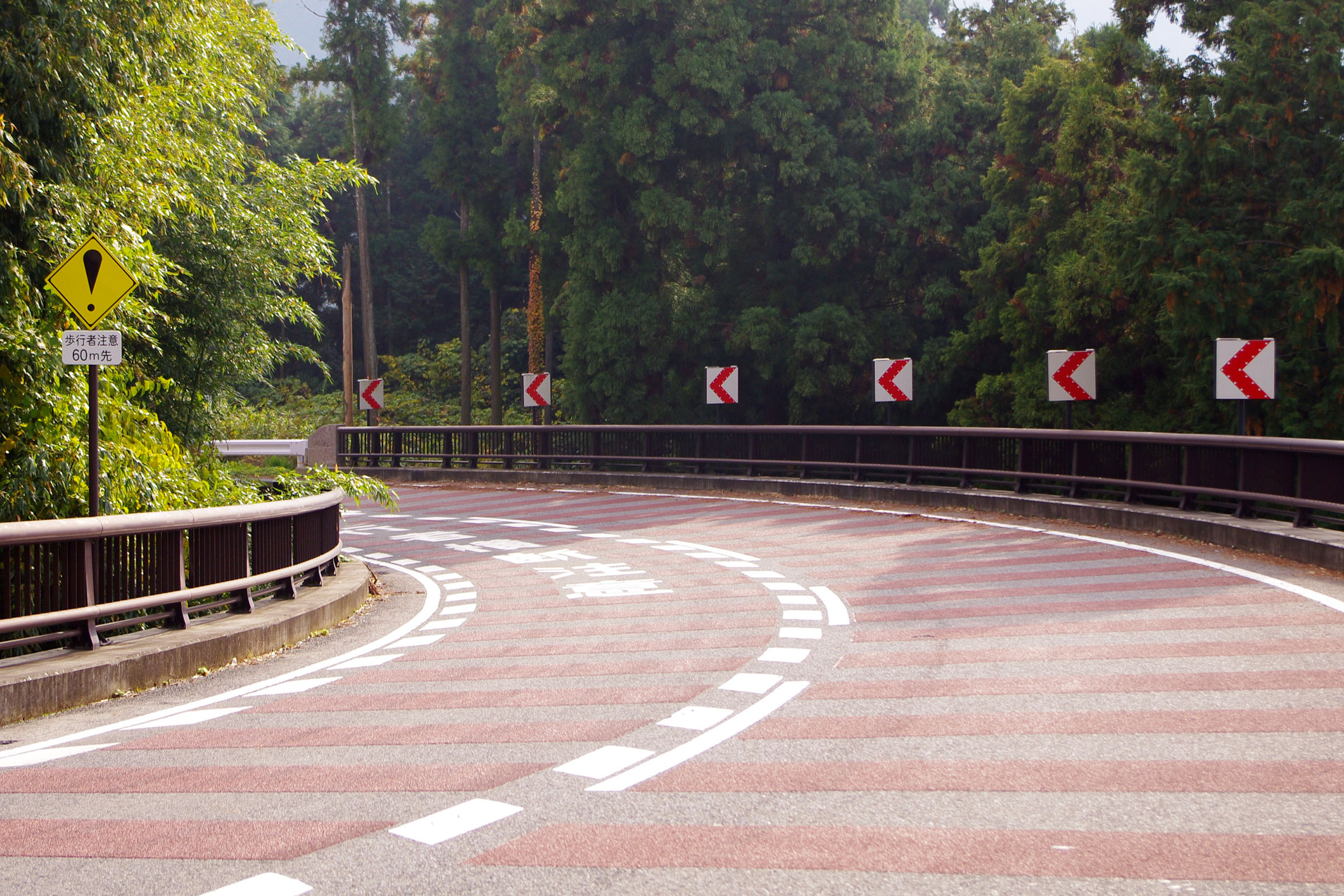
県道155線。左側に歩行者への注意を促す標識がある

自動車の場合、従来は桜井方面より奈良県道37号桜井吉野線を上るしかなかったが、すれ違い困難な一車線区間が多く、紅葉シーズンの渋滞は激しい。2009年に全線二車線の奈良県道155号多武峯見瀬線が開通し、飛鳥方面からのアクセスが飛躍的に向上したが、石舞台からのハイキングコースと数カ所で交差しており、走行に注意が必要である。いずれにせよ、多武峰の駐車場キャパシティに限界があるので、ハイシーズンは公共交通機関（桜井駅よりバス）ないし徒歩（上記ハイキングコースの場合、石舞台から1.5〜2時間程度）の利用が推奨される。

## ギャラリー
多武峰街道

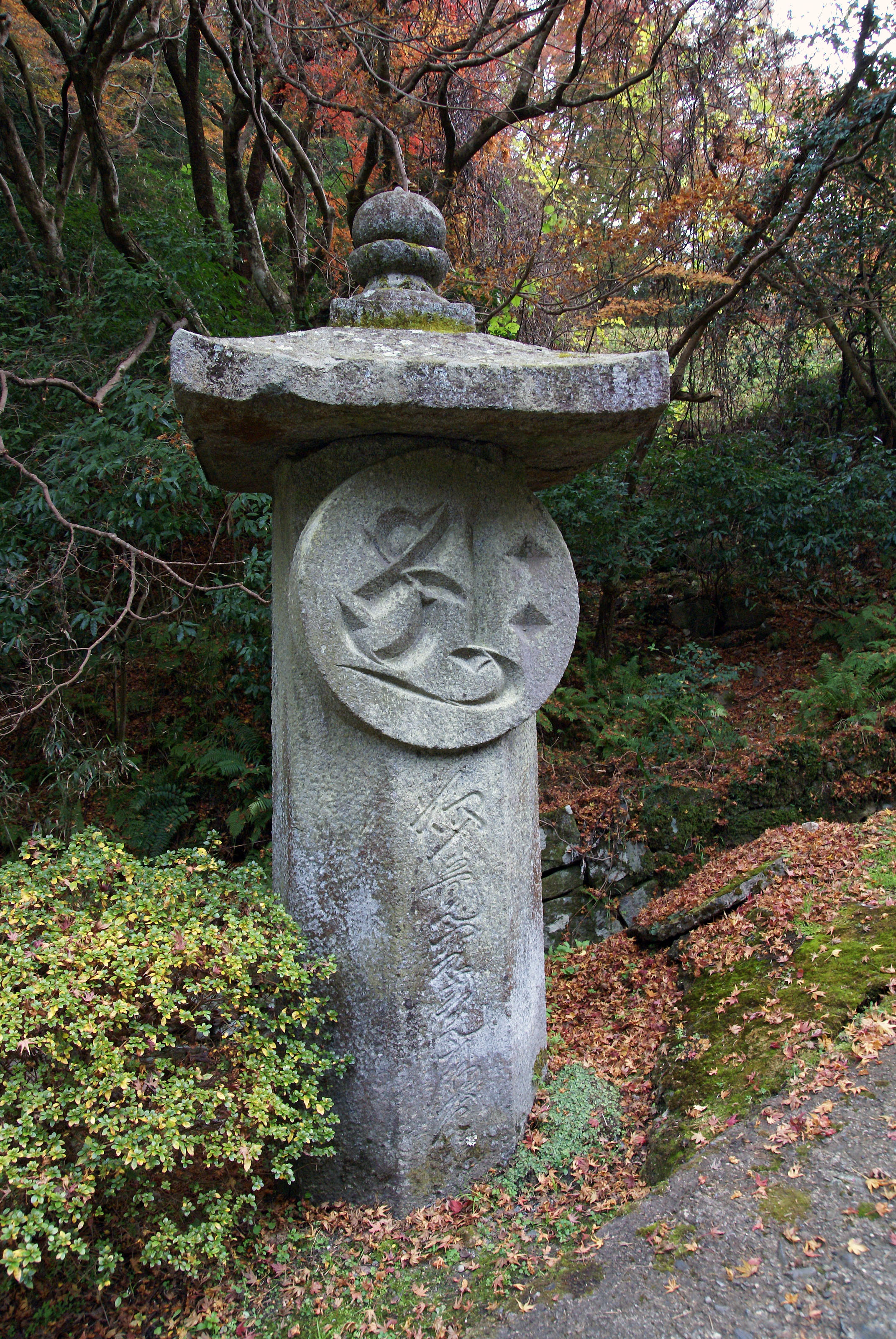
摩尼輪塔
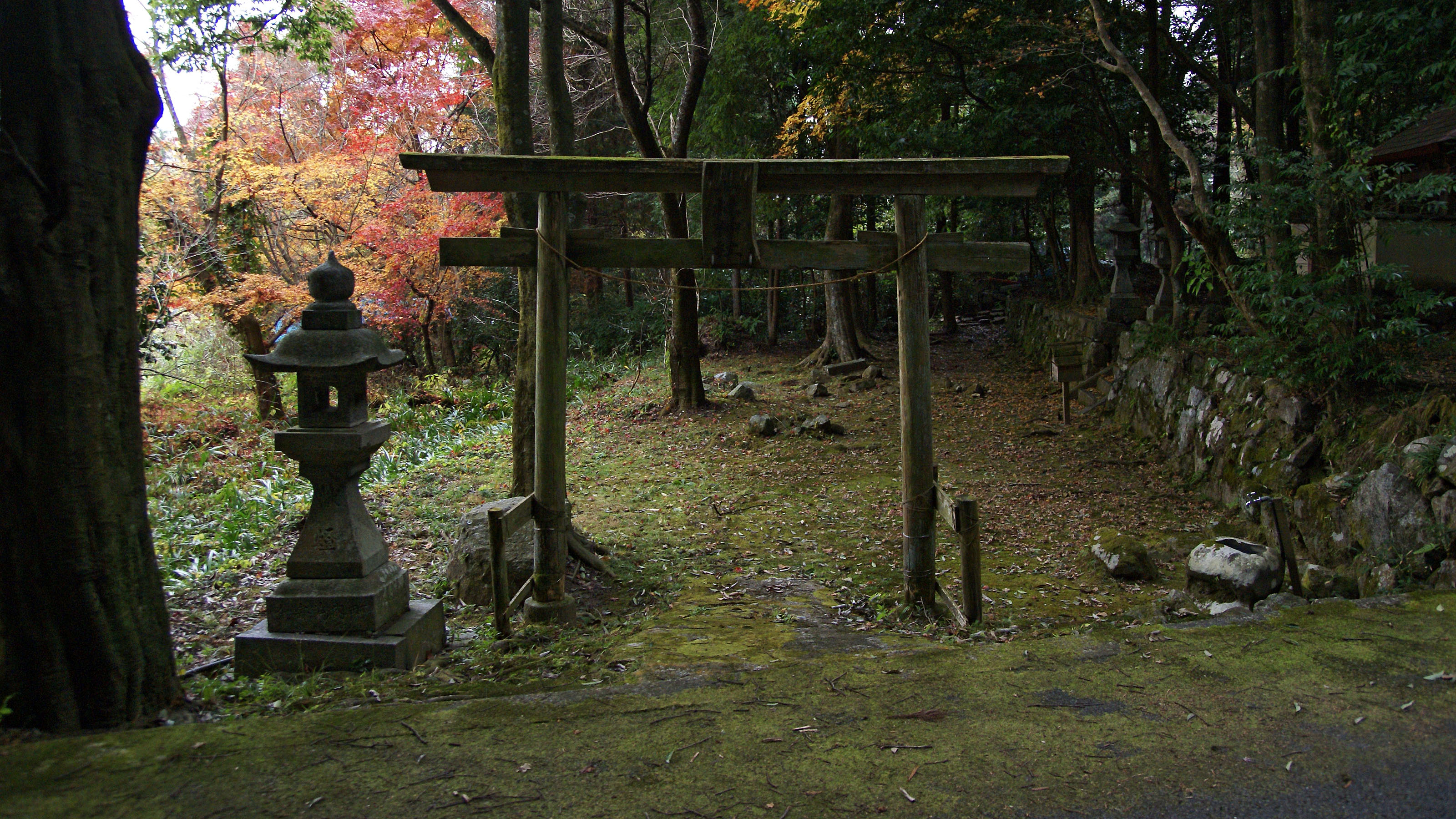
三社神社
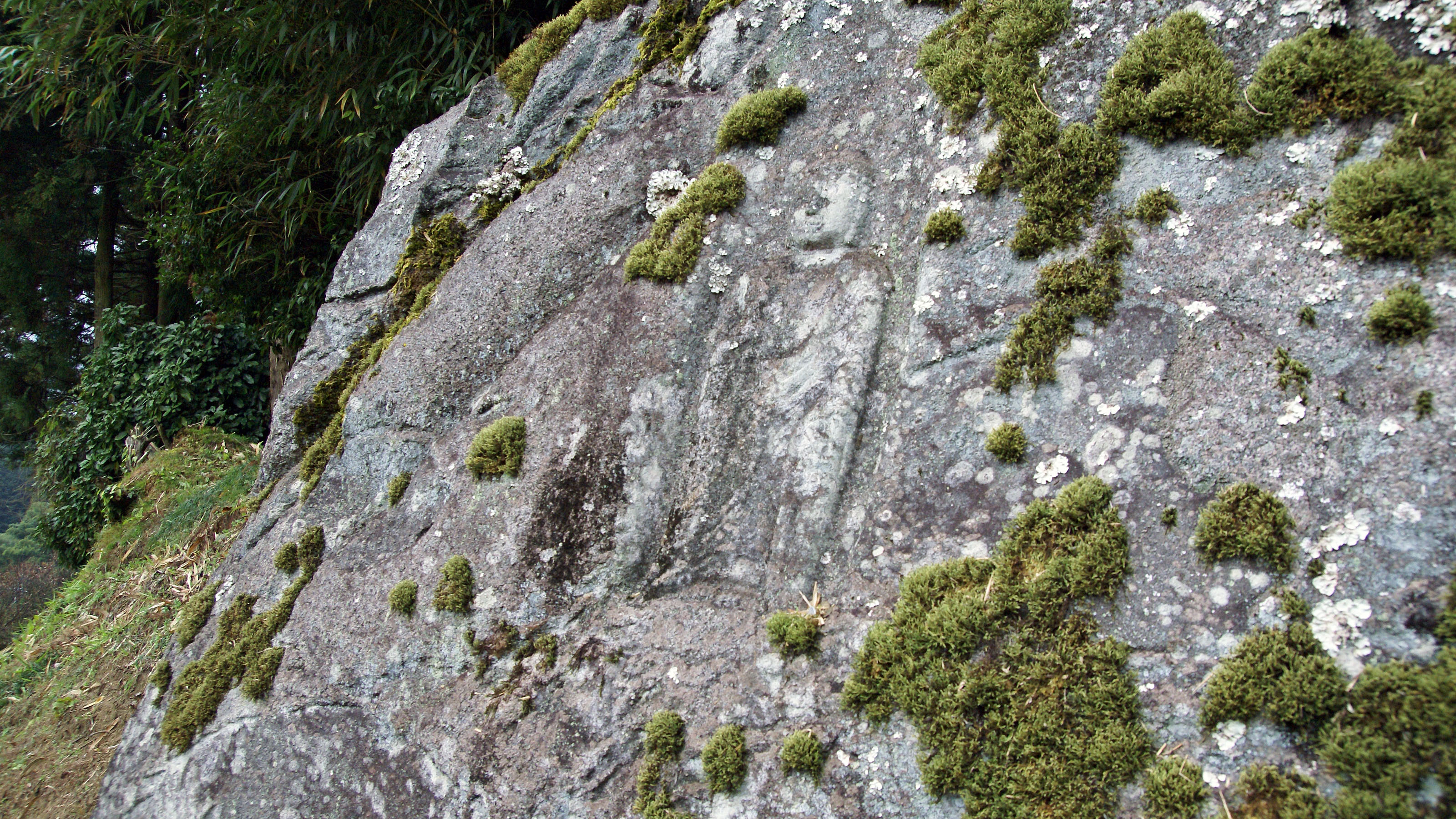
磨崖仏
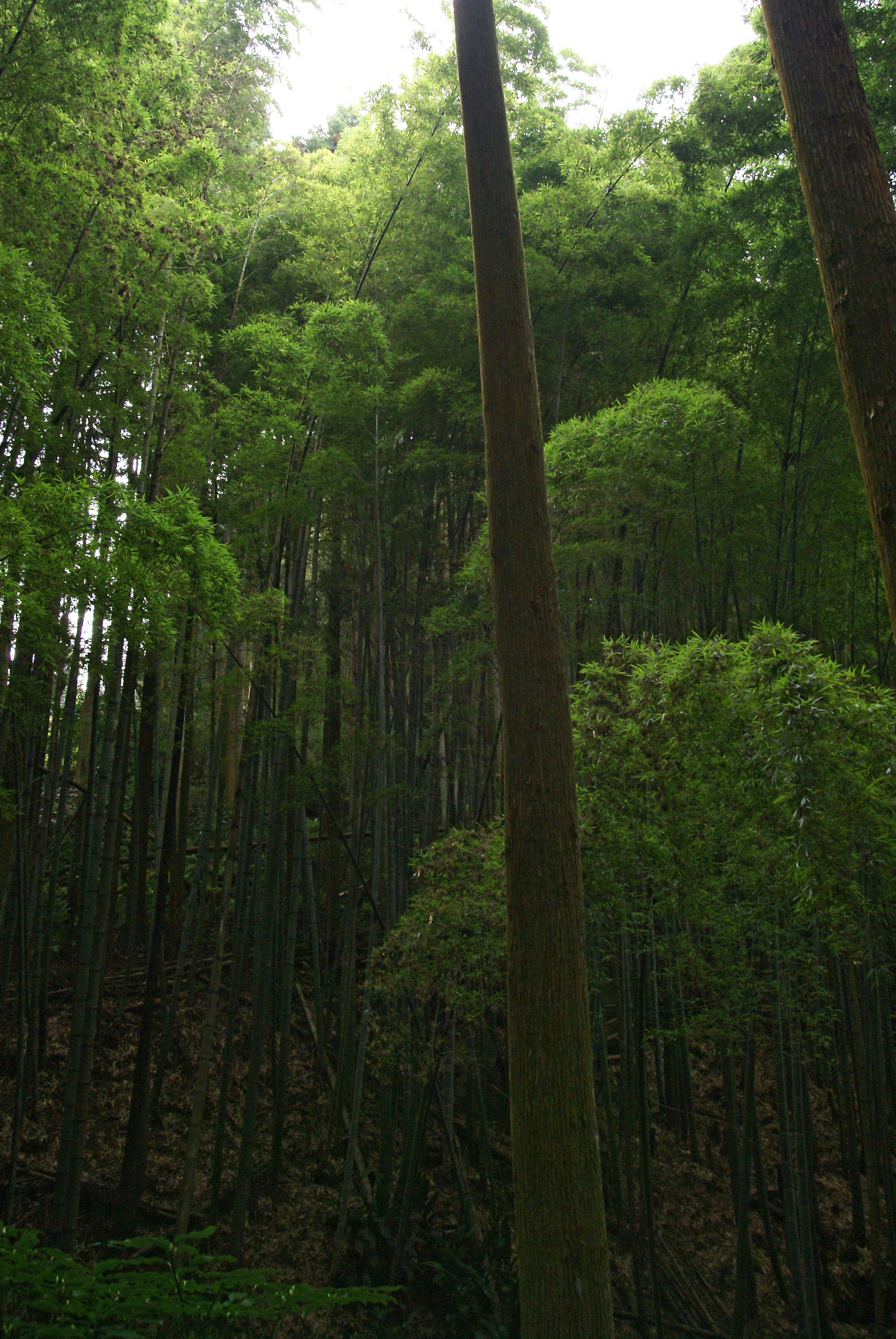
竹林
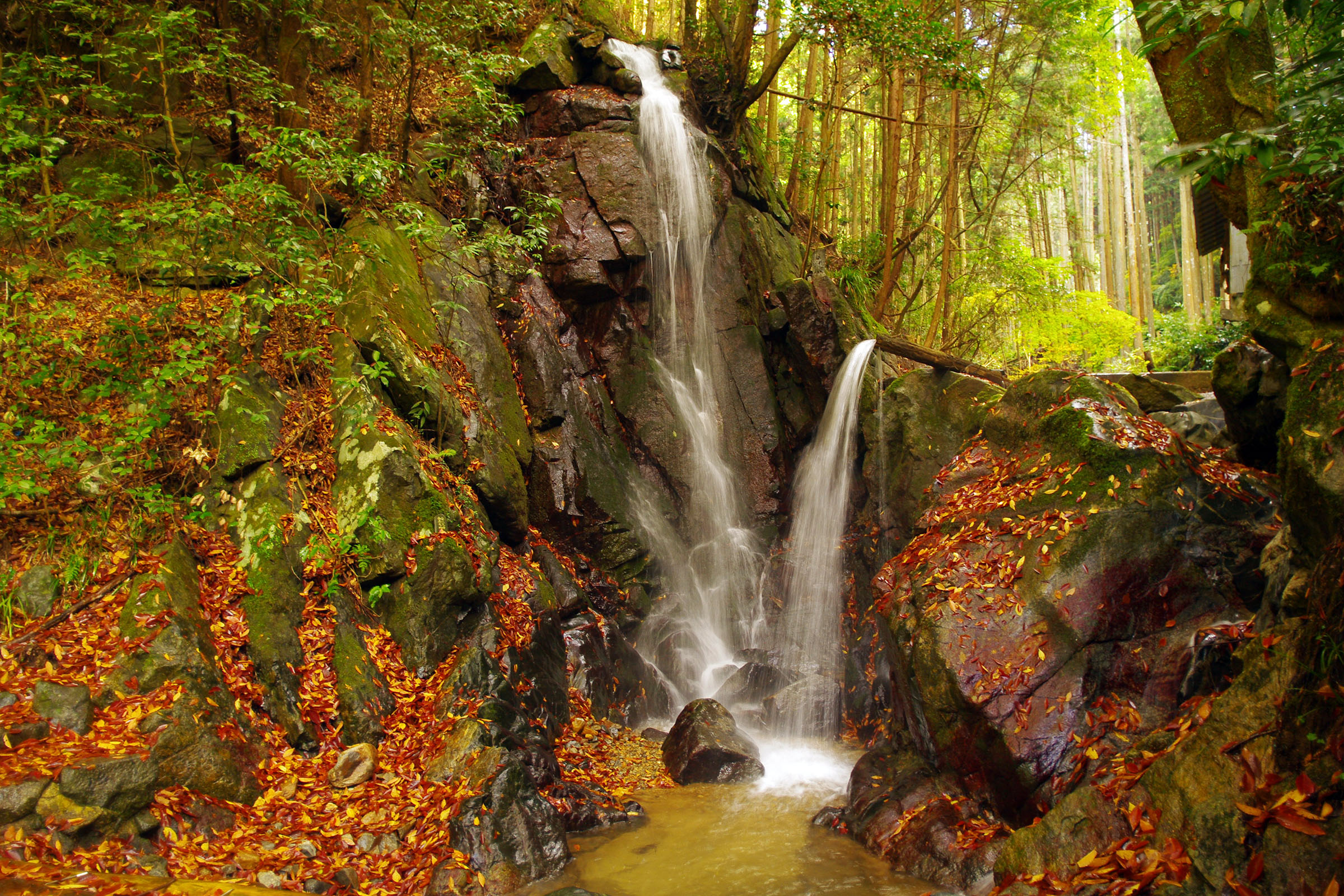
不動の滝
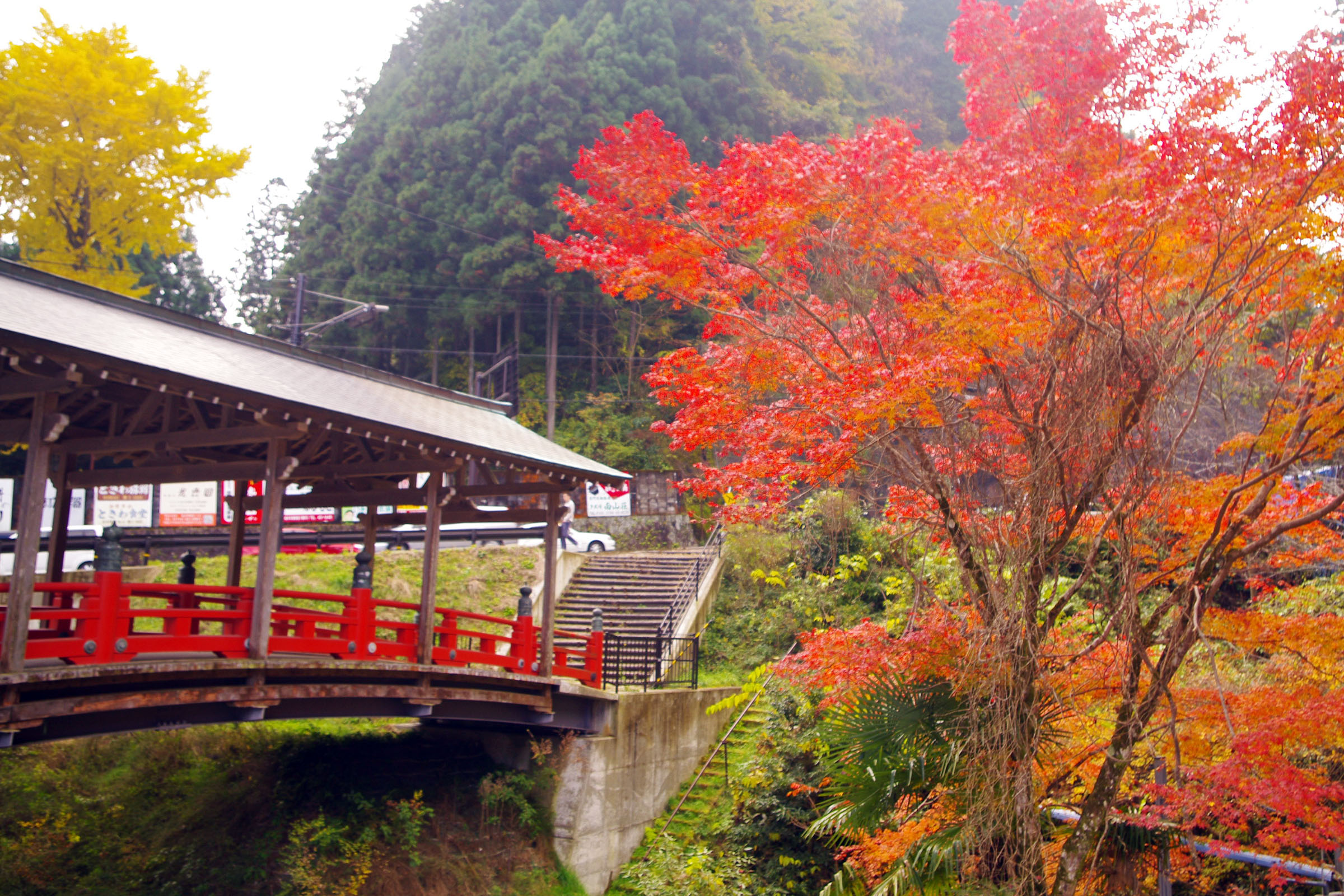
屋形橋

## 表記
- この付近にあるバス停の名称は「峰」の異体字「峯」を用いた「多武峯」になっている。